# Eupithecia pseudoabsinthiata
Eupithecia pseudoabsinthiata là một loài bướm đêm trong họ Geometridae.